# Paolo Luigioni
Paolo Luigioni (Roma, 9 febbraio 1873 – Roma, 6 maggio 1937) è stato un entomologo e biologo italiano.

## Biografia
Si è laureato in biologia nel 1897 all'Università La Sapienza di Roma, specializzandosi in entomologia e storia naturale. Specializzato nei coleoptera, il suo nome è legato, in particolare, alla stesura di un connesso Catalogo del 1929. Quest'opera, ritenuta monumentale, riporta infatti l'elenco e la distribuzione geografica di 9979 specie di coleotteri italiani allora note.
Luigioni è stato lungamente conservatore onorario del Museo civico di zoologia di Roma, in cui sono tuttora presenti le notevoli, per accuratezza e ricchezza, collezioni imenotterologiche, di lepidotteri paleartici, di coleotteri e lepidotteri esotici lasciate da lui stesso, con disposizioni testamentarie, nel 1937.

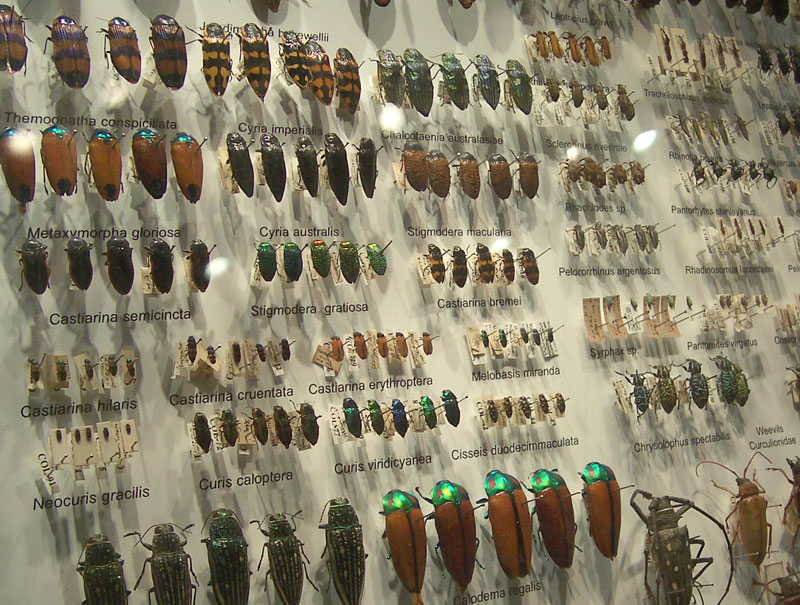
Una collezione di Coleotteri

Altre sue collezioni di coleotteri sono conservate a Pescasseroli, nel museo di storia naturale del Parco Nazionale d'Abruzzo, fra le quali la Chrysochloa siparii, da lui scoperta e dedicata all'artefice del Parco Erminio Sipari.

## Opere principali
- Contributo allo studio della fauna entomologica italiana. Elenco ragionato e sistematico dei coleotteri finora raccolti nella provincia di Roma, Tip. Ricci, Firenze 1899.
- Coleotteri del Lazio notati od omessi nel Catalogo dei coleotteri del dott. Stefano Bertolini, in «Rivista coleotterologica italiana», a. III (1905), n. 12, pp. 254-278.
- Coleotteri del Lazio non citati come tali nel Catalogo dei coleotteri d'Italia del dott. Stefano Bertolini, con A. Tirelli, Tip. Ricci, Firenze 1911.
- Descrizione di un nuovo Cerambycidae dell'Italia centrale, Tip. Ricci, Firenze 1913.
- Una settimana in Sicilia. Escursione entomologica nei dintorni di Palermo e nei boschi di Ficuzza, con A. Tirelli, Tip. Ricci, Firenze 1913.
- I coleotteri di Capri. Un contributo allo studio della fauna entomologica italiana, Capri 1922.
- I cerambidici del Lazio. Contributo allo studio della fauna coleotterologica italiana, Scuola tip. Pio X, Roma 1927.
- I coleotteri d'Italia. Catalogo sinonimico-topografico-bibliografico, Scuola tip. Pio X, Roma 1929.